# Zipp Smart
Zipp Smart – skuter produkowany w latach 2005–2007 w Chinach na zlecenie firmy Zipp. Jego następcą jest model Zipp Astec.

## Opis modelu
Przeznaczony do ruchu miejskiego. Napędzany silnikiem czterosuwowym chłodzonym powietrzem o pojemności 49 cm³ i mocy maksymalnej 3,0 KM. Podobnie jak inne modele Zippa w tej klasie osadzono go na 10-calowych kołach z przednim hamulcem tarczowym. Zużycie paliwa w jeździe po mieście wynosi w granicach 2-2,5 L/100 km. Skuter posiada system ABS.

## Dane techniczne
| Marka i model              | Zipp Smart                         |
| -------------------------- | ---------------------------------- |
| Lata produkcji             | 2005 – 2007                        |
| Rozstaw osi (mm)           | 1225 mm                            |
| Waga pojazdu               | bez płynów 87 kg                   |
| Pojemność skok. (cm³)      | 49 cm³                             |
| Silnik                     | 1 cylinder/chłodzony powietrzem    |
| Typ silnika                | czterosuwowy                       |
| Skrzynia biegów (M/A)      | Automatyczna                       |
| Stopień sprężania          | 10,5:1                             |
| Moc kW (KM)                | 2,2 kW (3,0 KM) przy 7500 obr./min |
| Maks. moment obrotowy      | 2,9 Nm przy 7000 obr./min          |
| Typ zapłonu                | C.D.I                              |
| Olej silnikowy             | Semisynt 4T                        |
| Prędkość maksymalna (km/h) | około 60-65 km/h                   |
| Prędkość minimalna (km/h)  | < 1,8 km/h                         |
| Pokonywanie wzniesień      | >6°                                |
| Kąt skrętu                 | >45°                               |
| Długość zawracania         | <3200 mm                           |
| Zbiornik paliwa (l)        | 6,5 l                              |
| Świece zapłonowe           | NGK B8HS                           |
| Akumulator                 | 12V/4 Ah                           |
| Bezpiecznik                | 10 A                               |
| Główne światło             | 12V 35 W                           |